# Горешть (Фалештський район)
Горешть (рум. Horești) — село у Фалештському районі Молдови. Адміністративний центр однойменної комуни, до складу якої також входять села Лукечень та Унтень.

## Населення
За даними перепису населення 2004 року у селі проживали 904 особи.
Національний склад населення села:
| Національність   | Кількість осіб | Відсоток   |
| ---------------- | -------------- | ---------- |
| молдавани румуни | 883 7          | 97,7% 0,8% |
| українці         | 8              | 0,9%       |
| росіяни          | 5              | 0,6%       |
| гагаузи          | 1              | 0,1%       |
| Всього           | 904            | 100%       |